# Kardomia odontocalyx
Espèce
Synonymes
- Babingtonia odontocalyx A.R.Bean[2] [1]

Kardomia odontocalyx est une espèce de plantes à fleurs de la famille des Myrtaceae. C'est un arbuste que l'on trouve dans le Nord de la Nouvelle-Galles du Sud, dans l'Est de l'Australie.